# Otto Waenker von Dankenschweil

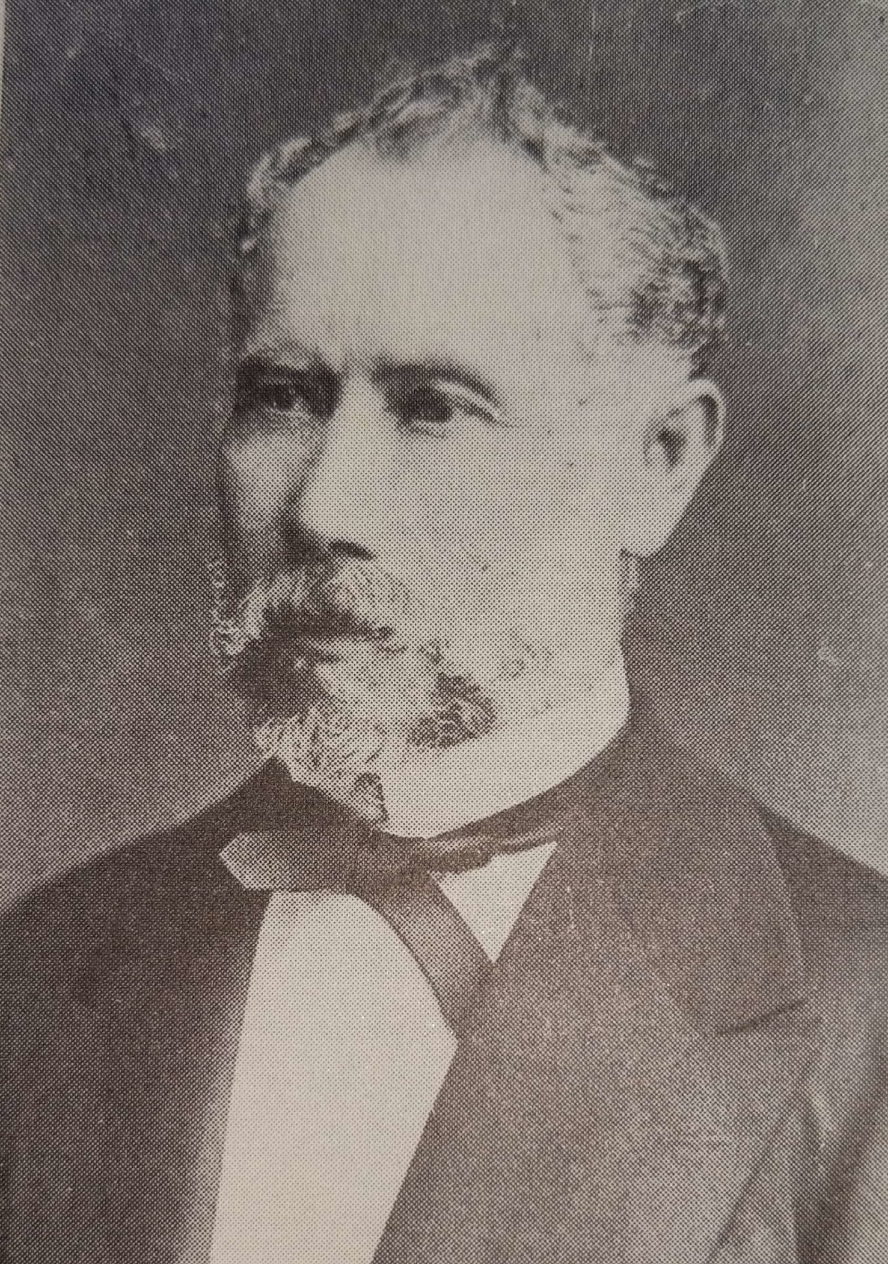
Otto W.v.D. 1873

Otto Wänker von Dankenschweil (* 11. März 1808 in Endingen am Kaiserstuhl; † 17. Februar 1885 in Freiburg im Breisgau) war ein deutscher Rechtsanwalt und von 1878 bis 1881 Abgeordneter für die Zentrumspartei im Deutschen Reichstag.

## Leben

### Herkunft
Otto war ein Sohn des Mediziners Anton Wänker von Dankenschweil (1778–1861) und dessen Ehefrau Maria, geborene Stutz (1782–1861). Zu seinen Geschwistern gehörten Ludwig (1805–1880, Arzt) und Kuno (1813–1879, Oberamtsrichter).

### Karriere
Wänker besuchte Freiburger Schulen und studierte Rechtswissenschaft an der Albert-Ludwigs-Universität Freiburg. 1825 wurde er Mitglied des Corps Rhenania Freiburg. Er unternahm umfangreiche Reisen und wurde 1833 Anwalt am Kreis- und Hofgericht Freiburg. Zugleich war er Fiskalanwalt von 1836 bis 1865 und Staatsanwaltsvertreter in den Jahren 1848, 1849 (im Prozess gegen die badischen Revolutionäre Gustav Struve und Karl Blind) und 1851 bis 1854. Er verfasste juristische, kirchenrechtliche und historische Schriften.
Ab 1860 war Wänker Kreisabgeordneter und von Juli 1878 bis Oktober 1881 saß er für die Deutsche Zentrumspartei und den Wahlkreis Baden 5 (Freiburg) im Deutschen Reichstag.

### Familie
Wänker heiratete 1839 die aus Hamburg stammende Karoline Höber († 1841), mit der er die Tochter Karoline (1841–1858) bekam. Nach dem frühen Tod seiner Frau heiratete er 1843 die aus Düsseldorf stammende Mathilde Naegele (1818–1900), Tochter des Josef Naegele (1782–1830), Militärarzt und Professor an der chirurgischen Akademie in Düsseldorf und der Gertrud Teneden (* 1792). Aus dieser Ehe gingen die Töchter Mathilde (1846–1918), Ottilie (1848–1922) und Helene (* 1849) hervor.

## Politische Tätigkeit
Wänker setzte sich als ultramontaner Katholik während der Zeit des Badischen Kulturkampfes für die Interessen der Katholischen Kirche ein. So war er politischer Mitarbeiter der Tageszeitung Badischer Beobachter, die als Parteizeitung der Katholischen Volkspartei fungierte und die er mehrfach gerichtlich vertrat. In der Deutschen Frage trat er als Ausschussmitglied des Deutschen Reformvereins für die Großdeutsche Lösung ein. Während des "Badischen Schulstreits" äußerte er sich öffentlich kritisch zu dem von der Badischen Regierung vorgelegten Schulgesetz, woraufhin die Regierung ihn 1865 aus dem Amt des Fiskalanwalts entließ. In der Zeit als Reichstagsabgeordneter plädierte Wänker dafür, dass Elsass-Lothringen als ein selbstständiger Bestandteil des Deutschen Reiches mit eigener Regierung und Volksvertretung angesehen werde, da man sonst den Rückhalt der dortigen Bevölkerung verlieren werde.

## Veröffentlichungen (Auswahl)
- Erinnerungen aus St. Petersburg. In: Pompeji Et Herculanum. Wangler, Freiburg im Breisgau 1824, S. 23–32 (uni-freiburg.de).
- Über den dreizehnten Artikel der deutschen Bundesakte die Einführung landständischer Verfassungen betreffend. Universität Freiburg 1830, urn:nbn:de:bvb:12-bsb10721279-7 (Dissertation).
- Versuch einer Theorie der Regreßklagen. In: Archiv für die Rechtspflege und Gesetzgebung im Grossherzogthum Baden. Band 3. Gebrüder Groos, Freiburg im Breisgau 1834, S. 207–249 (eingeschränkte Vorschau in der Google-Buchsuche).
- Über Errungenschaft-Gütergemeinschaft, namentlich über den Landrechtsatz 1521a. In: Archiv für die Rechtspflege und Gesetzgebung im Grossherzogthum Baden. Band 3. Gebrüder Groos, Freiburg im Breisgau 1834, S. 455–463 (eingeschränkte Vorschau in der Google-Buchsuche).
- Aus den Jahren 1848, 1849, 1850. Gedruckt bei G. Rümelin, Stuttgart 1851.
- Die Vereinbarung mit dem päpstlichen Stuhle zur Regelung der Angelegenheiten der katholischen Kirche im Großherzogthum Baden und die bestehende Gesetzgebung. 3. Auflage. Herder, Freiburg im Breisgau 1860.
- Aus der deutschen Geschichte der zwei letzten hundert Jahre. Herder, Freiburg im Breisgau 1861.
- Die Ergänzung und Umgestaltung des Deutschen Bundes. Herder, Freiburg im Breisgau 1862.
- Das Recht in Bezug auf die Bischofswahlen in der Oberrheinischen Kirchenprovinz. Herder, Freiburg im Breisgau 1869 (eingeschränkte Vorschau in der Google-Buchsuche).
- Die Behandlung der Katholiken in Baden während der „Neuen Aera“. Kreuzer, Stuttgart 1870.
- Die Beschwerden der Katholiken in Baden: vom rechtlichen Standpunkt. Herder, Freiburg im Breisgau 1880 (eingeschränkte Vorschau in der Google-Buchsuche).